# Collegio di Batley and Spen
Batley and Spen è stato un collegio elettorale inglese della Camera dei comuni del Parlamento del Regno Unito, situato nel West Yorkshire. Eleggeva un membro del Parlamento con il sistema maggioritario a turno unico; il collegio è stato abolito in occasione della revisione periodica del 2024.

## Profilo
L'area si trovava nei Monti Pennini del West Yorkshire, una zona che consentiva importanti commerci, uno sviluppato settore industriale, diversi commerci al dettaglio gestiti da residenti, e una considerevole popolazione in pensione. Era presente una percentuale di edilizia popolare inferiore rispetto al resto della nazione, tuttavia quasi tutti i principali centri presentavano questo tipo di edifici. La popolazione del collegio era diversificata; Cleckheaton e molte città della Spen Valley contavano pochi residenti di etnia diversa da quella bianca, mentre Batley aveva un considerevole numero di residenti provenienti dall'Asia meridionale, in particolare i pakistani costituivano il 9,2% della popolazione e gli indiani il 15,9%. Heckmondwike presentava anche una consolidata comunità sud-asiatica, con il 16,9% dei residenti di origine pakistana.

## Estensione
- 1983–1997: i ward del borgo metropolitano di Kirklees di Batley East, Batley West, Birstall and Birkenshaw, Cleckheaton, Heckmondwike e Spen.
- 1997–2010: i ward del borgo metropolitano di Kirklees di Batley East, Batley West, Birstall and Birkenshaw, Cleckheaton e Spen.
- 2010–2024: i ward del borgo metropolitano di Kirklees di Batley East, Batley West, Birstall and Birkenshaw, Cleckheaton, Heckmondwike e Liversedge and Gomersal.

Il collegio fu creato nel 1983 da parti dei collegi di Batley and Morley, Brighouse and Spenborough e Dewsbury. Questo collegio del West Yorkshire copre Batley, Birkenshaw, Birstall, Cleckheaton, East Bierley, Gomersal, Hunsworth e Liversedge. Tradizionalmente Batley e Heckmondwike erano inclini a votare laburista, mentre gli altri centri erano conservatori; l'eccezione era rappresentata da Cleckheaton, che elesse consiglieri locali liberal democratici.
Il seggio era stato conquistato dai laburisti in occasione delle elezioni del 1997, 2001 e 2005, anche se i conservatori avevano ridotto il vantaggio dei laburisti nel 2010.

## Storia
Il collegio non esistette prima del 1983; dalla sua creazione, i confini subirono importanti modifiche, in particolare quelle che ebbero effetto a partire dal 1997.
La città di Heckmondwike fece parte del collegio dal 1983 al 1997, quando fu trasferita a Dewsbury. Heckmondwike tornò in Batley and Spen per le elezioni del 2010.
Il ward elettorale di Heckmondwike (che comprende parte della città di Liversedge) fu considerato parte della Spen Valley (anche se non fu mai incluso nell'ex distretto urbano di Spenborough); il ward di Heckmondwike fu per molti anni una roccaforte laburista, ma negli anni 2000 elesse due consiglieri del Partito Nazionale Britannico (BNP), che furono poi sconfitti di misura dai laburisti nel 2007 e nel 2008.
Nel 2016 si tennero delle elezioni suppletive in seguito all'assassinio del deputato in carica Jo Cox, che morì il 16 giugno 2016 dopo essere stata ferita da un'arma da fuoco e accoltellata diverse volte da un uomo vicino ad organizzazioni estremiste di destra. Il Partito Conservatore, i Liberal Democratici, il Partito per l'Indipendenza del Regno Unito e il Partito Verde di Inghilterra e Galles annunciarono insieme che non si sarebbero candidati alle elezioni suppletive in segno di rispetto.

## Membri del Parlamento
| Elezione | Elezione | Deputato          | Partito          |
| -------- | -------- | ----------------- | ---------------- |
|          | 1983     | Elizabeth Peacock | Conservatore     |
|          | 1997     | Michael Roy Wood  | Laburista        |
| 2015     | Jo Cox   |                   | Laburista        |
|          | 2016 (S) | Tracy Brabin      | Laburista Co-Op  |
|          | 2021 (S) | Kim Leadbeater    | Laburista        |
|          | 2024     | Collegio abolito  | Collegio abolito |

## Risultati elettorali

### Elezioni negli anni 2020
| Partito                    | Partito                                | Candidato                  | Risultati 1º luglio 2021 | Risultati 1º luglio 2021 |
| Partito                    | Partito                                | Candidato                  | Voti                     | %                        |
| -------------------------- | -------------------------------------- | -------------------------- | ------------------------ | ------------------------ |
|                            | Laburista                              | Kim Leadbeater             | 13 296                   | 35,27                    |
|                            | Conservatore                           | Ryan Stephenson            | 12 973                   | 34,42                    |
|                            | Workers                                | George Galloway            | 8 264                    | 21,92                    |
|                            | Lib Dem                                | Tom Gordon                 | 1 254                    | 3,33                     |
|                            | Yorkshire                              | Corey Robinson             | 816                      | 2,16                     |
|                            | Democratici                            | Thérèse Hirst              | 207                      | 0,55                     |
|                            | UKIP                                   | Jack Thomson               | 151                      | 0,40                     |
|                            | Monster Raving Loony                   | Howling Laud Hope          | 107                      | 0,28                     |
|                            | Altri                                  | Altri                      | 627                      | 1,66                     |
|                            |                                        |                            |                          |                          |
| Iscritti                   | Iscritti                               | Iscritti                   | 79 382                   | 100,00                   |
| ↳ Votanti (% su iscritti)  | ↳ Votanti (% su iscritti)              | ↳ Votanti (% su iscritti)  | 37 786                   | 47,60                    |
| ↳ Astenuti (% su iscritti) | ↳ Astenuti (% su iscritti)             | ↳ Astenuti (% su iscritti) | 41 596                   | 52,40                    |
|                            |                                        |                            |                          |                          |
|                            | Esito: collegio confermato a Laburista |                            |                          |                          |

### Elezioni negli anni 2010
| Partito                    | Partito                                              | Candidato                  | Risultati 12 dicembre 2019 | Risultati 12 dicembre 2019 |
| Partito                    | Partito                                              | Candidato                  | Voti                       | %                          |
| -------------------------- | ---------------------------------------------------- | -------------------------- | -------------------------- | -------------------------- |
|                            | Laburista Co-Op                                      | Tracy Brabin               | 22 594                     | 42,69                      |
|                            | Conservatore                                         | Mark Brooks                | 19 069                     | 36,03                      |
|                            | Batley Borough Independents - Heavy Woollen District | Paul Halloran              | 6 432                      | 12,15                      |
|                            | Lib Dem                                              | John Lawson                | 2 462                      | 4,65                       |
|                            | Brexit                                               | Clive Minihan              | 1 678                      | 3,17                       |
|                            | Verdi                                                | Ty Akram                   | 692                        | 1,31                       |
|                            |                                                      |                            |                            |                            |
| Iscritti                   | Iscritti                                             | Iscritti                   | 79 558                     | 100,00                     |
| ↳ Votanti (% su iscritti)  | ↳ Votanti (% su iscritti)                            | ↳ Votanti (% su iscritti)  | 52 927                     | 66,53                      |
| ↳ Astenuti (% su iscritti) | ↳ Astenuti (% su iscritti)                           | ↳ Astenuti (% su iscritti) | 26 631                     | 33,47                      |
|                            |                                                      |                            |                            |                            |
|                            | Esito: collegio confermato a Laburista Co-Op         |                            |                            |                            |

| Partito                    | Partito                                              | Candidato                  | Risultati 8 giugno 2017 | Risultati 8 giugno 2017 |
| Partito                    | Partito                                              | Candidato                  | Voti                    | %                       |
| -------------------------- | ---------------------------------------------------- | -------------------------- | ----------------------- | ----------------------- |
|                            | Laburista Co-Op                                      | Tracy Brabin               | 29 844                  | 55,49                   |
|                            | Conservatore                                         | Ann Myatt                  | 20 883                  | 38,83                   |
|                            | Lib Dem                                              | John Lawson                | 1 224                   | 2,28                    |
|                            | Indipendente                                         | Aleks Lukic                | 1 076                   | 2,00                    |
|                            | Verdi                                                | Alan Freeman               | 695                     | 1,29                    |
|                            | Indipendente                                         | Mohammed Hanif             | 58                      | 0,11                    |
|                            |                                                      |                            |                         |                         |
| Iscritti                   | Iscritti                                             | Iscritti                   | 80 149                  | 100,00                  |
| ↳ Votanti (% su iscritti)  | ↳ Votanti (% su iscritti)                            | ↳ Votanti (% su iscritti)  | 53 780                  | 67,10                   |
| ↳ Astenuti (% su iscritti) | ↳ Astenuti (% su iscritti)                           | ↳ Astenuti (% su iscritti) | 26 369                  | 32,90                   |
|                            |                                                      |                            |                         |                         |
|                            | Esito: collegio passa da Laburista a Laburista Co-Op |                            |                         |                         |

| Partito                    | Partito                                              | Candidato                  | Risultati 20 ottobre 2016 | Risultati 20 ottobre 2016 |
| Partito                    | Partito                                              | Candidato                  | Voti                      | %                         |
| -------------------------- | ---------------------------------------------------- | -------------------------- | ------------------------- | ------------------------- |
|                            | Laburista Co-Op                                      | Tracy Brabin               | 17 506                    | 85,84                     |
|                            | Democratici                                          | Therese Muchewicz          | 969                       | 4,75                      |
|                            | BNP                                                  | David Furness              | 548                       | 2,69                      |
|                            | Indipendente                                         | Garry Kitchin              | 517                       | 2,54                      |
|                            | English Independence                                 | Corbyn Anti                | 241                       | 1,18                      |
|                            | Liberty GB                                           | Jack Buckby                | 220                       | 1,08                      |
|                            | Indipendente                                         | Henry Mayhew               | 153                       | 0,75                      |
|                            | Indipendente                                         | Waqas Ali Khan             | 118                       | 0,58                      |
|                            | Fronte Nazionale                                     | Richard Edmonds            | 87                        | 0,43                      |
|                            | One Love                                             | Ankit Love                 | 34                        | 0,17                      |
|                            |                                                      |                            |                           |                           |
| Iscritti                   | Iscritti                                             | Iscritti                   | 79 042                    | 100,00                    |
| ↳ Votanti (% su iscritti)  | ↳ Votanti (% su iscritti)                            | ↳ Votanti (% su iscritti)  | 20 393                    | 25,80                     |
| ↳ Astenuti (% su iscritti) | ↳ Astenuti (% su iscritti)                           | ↳ Astenuti (% su iscritti) | 58 649                    | 74,20                     |
|                            |                                                      |                            |                           |                           |
|                            | Esito: collegio passa da Laburista a Laburista Co-Op |                            |                           |                           |

| Partito                    | Partito                                | Candidato                  | Risultati 7 maggio 2015 | Risultati 7 maggio 2015 |
| Partito                    | Partito                                | Candidato                  | Voti                    | %                       |
| -------------------------- | -------------------------------------- | -------------------------- | ----------------------- | ----------------------- |
|                            | Laburista                              | Jo Cox                     | 21 826                  | 43,24                   |
|                            | Conservatore                           | Imtiaz Ameen               | 15 769                  | 31,24                   |
|                            | UKIP                                   | Aleks Lukic                | 9 080                   | 17,99                   |
|                            | Lib Dem                                | John Lawson                | 2 396                   | 4,75                    |
|                            | Verdi                                  | Ian Bullock                | 1 232                   | 2,44                    |
|                            | TUSC                                   | Dawn Wheelhouse            | 123                     | 0,24                    |
|                            | Socialisti Patriottici                 | Karl Varley                | 53                      | 0,10                    |
|                            |                                        |                            |                         |                         |
| Iscritti                   | Iscritti                               | Iscritti                   | 78 383                  | 100,00                  |
| ↳ Votanti (% su iscritti)  | ↳ Votanti (% su iscritti)              | ↳ Votanti (% su iscritti)  | 50 479                  | 64,40                   |
| ↳ Astenuti (% su iscritti) | ↳ Astenuti (% su iscritti)             | ↳ Astenuti (% su iscritti) | 27 904                  | 35,60                   |
|                            |                                        |                            |                         |                         |
|                            | Esito: collegio confermato a Laburista |                            |                         |                         |

| Partito                    | Partito                                | Candidato                  | Risultati 6 maggio 2010 | Risultati 6 maggio 2010 |
| Partito                    | Partito                                | Candidato                  | Voti                    | %                       |
| -------------------------- | -------------------------------------- | -------------------------- | ----------------------- | ----------------------- |
|                            | Laburista                              | Michael Roy Wood           | 21 565                  | 41,52                   |
|                            | Conservatore                           | Janice Small               | 17 159                  | 33,04                   |
|                            | Lib Dem                                | Neil Bentley               | 8 925                   | 17,18                   |
|                            | BNP                                    | David Exley                | 3 685                   | 7,09                    |
|                            | Verdi                                  | Matt Blakeley              | 605                     | 1,16                    |
|                            |                                        |                            |                         |                         |
| Iscritti                   | Iscritti                               | Iscritti                   | 76 719                  | 100,00                  |
| ↳ Votanti (% su iscritti)  | ↳ Votanti (% su iscritti)              | ↳ Votanti (% su iscritti)  | 51 939                  | 67,70                   |
| ↳ Astenuti (% su iscritti) | ↳ Astenuti (% su iscritti)             | ↳ Astenuti (% su iscritti) | 24 780                  | 32,30                   |
|                            |                                        |                            |                         |                         |
|                            | Esito: collegio confermato a Laburista |                            |                         |                         |

### Elezioni negli anni 2000
| Partito                    | Partito                                | Candidato                  | Risultati 5 maggio 2005 | Risultati 5 maggio 2005 |
| Partito                    | Partito                                | Candidato                  | Voti                    | %                       |
| -------------------------- | -------------------------------------- | -------------------------- | ----------------------- | ----------------------- |
|                            | Laburista                              | Michael Roy Wood           | 17 974                  | 45,84                   |
|                            | Conservatore                           | Robert Light               | 12 186                  | 31,08                   |
|                            | Lib Dem                                | Neil Bentley               | 5 731                   | 14,62                   |
|                            | BNP                                    | Colin Auty                 | 2 668                   | 6,80                    |
|                            | Verdi                                  | Clive Lord                 | 649                     | 1,66                    |
|                            |                                        |                            |                         |                         |
| Iscritti                   | Iscritti                               | Iscritti                   | 62 934                  | 100,00                  |
| ↳ Votanti (% su iscritti)  | ↳ Votanti (% su iscritti)              | ↳ Votanti (% su iscritti)  | 39 208                  | 62,30                   |
| ↳ Astenuti (% su iscritti) | ↳ Astenuti (% su iscritti)             | ↳ Astenuti (% su iscritti) | 23 726                  | 37,70                   |
|                            |                                        |                            |                         |                         |
|                            | Esito: collegio confermato a Laburista |                            |                         |                         |

| Partito                    | Partito                                | Candidato                  | Risultati 7 giugno 2001 | Risultati 7 giugno 2001 |
| Partito                    | Partito                                | Candidato                  | Voti                    | %                       |
| -------------------------- | -------------------------------------- | -------------------------- | ----------------------- | ----------------------- |
|                            | Laburista                              | Michael Roy Wood           | 19 224                  | 49,88                   |
|                            | Conservatore                           | Elizabeth Peacock          | 14 160                  | 36,74                   |
|                            | Lib Dem                                | Kathryn Pinnock            | 3 989                   | 10,35                   |
|                            | Verdi                                  | Clive Lord                 | 595                     | 1,54                    |
|                            | UKIP                                   | Allen Burton               | 574                     | 1,49                    |
|                            |                                        |                            |                         |                         |
| Iscritti                   | Iscritti                               | Iscritti                   | 63 705                  | 100,00                  |
| ↳ Votanti (% su iscritti)  | ↳ Votanti (% su iscritti)              | ↳ Votanti (% su iscritti)  | 38 542                  | 60,50                   |
| ↳ Astenuti (% su iscritti) | ↳ Astenuti (% su iscritti)             | ↳ Astenuti (% su iscritti) | 25 163                  | 39,50                   |
|                            |                                        |                            |                         |                         |
|                            | Esito: collegio confermato a Laburista |                            |                         |                         |

## Risultati dei referendum
|             | Collegio        | Lasciare UE % | Rimanere in UE % |
| ----------- | --------------- | ------------- | ---------------- |
|             | Batley and Spen | 60,3%         | 39,7%            |
| Inghilterra | 53,3%           | 46,7%         |                  |
| Regno Unito | 51,9%           | 48,1%         |                  |